# Insigne des blessés (Allemagne)
Pour les articles homonymes, voir Insigne des blessés.
L’insigne des blessés (en allemand, Verwundetenabzeichen) est une décoration militaire allemande, créée en 1918 pour distinguer les soldats blessés de l'armée impériale de la Première Guerre mondiale, puis de la Reichswehr dans l'entre-deux-guerres, et de la Wehrmacht, de la SS et des services auxiliaires du Troisième Reich.
Après mars 1943, à cause des nombreux bombardements alliés, l'insigne fut également remis aux civils.

## Historique

### Classifications
L'insigne comportait trois versions :
- en noir : pour ceux qui ont été blessés une ou deux fois au cours d'actions hostiles (y compris les bombardements), ou victimes de gelures sur le front
- en argent : pour ceux qui ont été blessés trois ou quatre fois, ont perdu une main, un pied ou un œil (également la perte partielle d'une oreille), ou ont été défigurés ou subi des dommages cérébraux au cours d'actions hostiles
- en or : (pouvant être remis à titre posthume) pour ceux qui ont été blessés cinq fois ou plus, sont devenus aveugles ou ont subi des dommages cérébraux sévères au cours d'actions hostiles

### Insigne de la Première Guerre mondiale
L'insigne fut créé le 3 mars 1918 par l'empereur Guillaume II pour distinguer les soldats blessés lors de la Première Guerre mondiale, dans l'armée de terre (Heer), de l'air, ainsi que dans les troupes coloniales (Schutztruppe).
Pour les troupes de la Marine impériale, Guillaume II créa une distinction spéciale le 24 juin 1918.
| Insigne des blessés (1918) pour la Heer et les troupes coloniales | Insigne des blessés (1918) pour la Heer et les troupes coloniales | Insigne des blessés (1918) pour la Heer et les troupes coloniales | Insigne des blessés (1918) pour la Heer et les troupes coloniales |
| ----------------------------------------------------------------- | ----------------------------------------------------------------- | ----------------------------------------------------------------- | ----------------------------------------------------------------- |
| miniatur                                                          |                                                                   |                                                                   |                                                                   |
| Insigne en Noir                                                   | Insigne en Argent                                                 | Insigne en Or                                                     |                                                                   |

### Insigne de l'entre-deux-guerres

#### Guerre civile espagnole
L'insigne fut créé le 22 mai 1939 pour décorer les blessés de l'armée allemande ayant pris part à la guerre d'Espagne (1936-1939), en particulier les membres de la Légion Condor, aux côtés du général Franco.
Il a été décerné 182 insignes noirs et 1 d'argent.

### Insigne de la Seconde Guerre mondiale

#### 1939
L'insigne de 1939 a été créé le 1er septembre pour distinguer les soldats blessés dans les combats de la Seconde Guerre mondiale.
Il fut décerné plus de 5 millions de fois, à des militaires comme à des civils, victimes des bombardements.
| Insigne des blessés (1939) pour la Wehrmacht et la Waffen SS | Insigne des blessés (1939) pour la Wehrmacht et la Waffen SS | Insigne des blessés (1939) pour la Wehrmacht et la Waffen SS | Insigne des blessés (1939) pour la Wehrmacht et la Waffen SS |
| ------------------------------------------------------------ | ------------------------------------------------------------ | ------------------------------------------------------------ | ------------------------------------------------------------ |
|                                                              |                                                              |                                                              |                                                              |
|                                                              |                                                              |                                                              |                                                              |
| Insigne en Noir                                              | Insigne en Argent                                            | Insigne en Or                                                |                                                              |

#### 1944
L'insigne de 1944 a été créé le 20 juillet, et a été attribué aux personnes ayant été blessées ou tuées au cours du complot du 20 juillet, lors de l'attentat raté visant Hitler.
Il comporte sous le casque la date de l'attentat (20. JULI 1944), et la signature d'Adolf Hitler, et fut décerné aux 24 personnes tuées ou gravement blessées par l'explosion. Les victimes décédées ont toutes été distinguées à titre posthume de l'Insigne des blessés en or, remis à leurs proches.
Bien qu'ayant été lui-même blessé lors de l'attentat, Hitler ne s'attribua pas l'insigne (il était déjà titulaire de l'Insigne de la Première Guerre mondiale), mais se distingua du Symbole d'or du Parti nazi (décoration politique et non pas militaire).
L'insigne du 20 juillet 1944 remplaça celui de 1939 pour les récipiendaires de ce dernier. Il tenait donc compte comme pour celui-ci de la gravité et des blessures antérieures (comme les généraux Keitel et Fegelein qui obtiennent l'Argent car ils avaient déjà été blessés antérieurement) et pouvait être obtenu dans une forme supérieure en cas de nouvelles blessures (cas unique de l'amiral Voss).

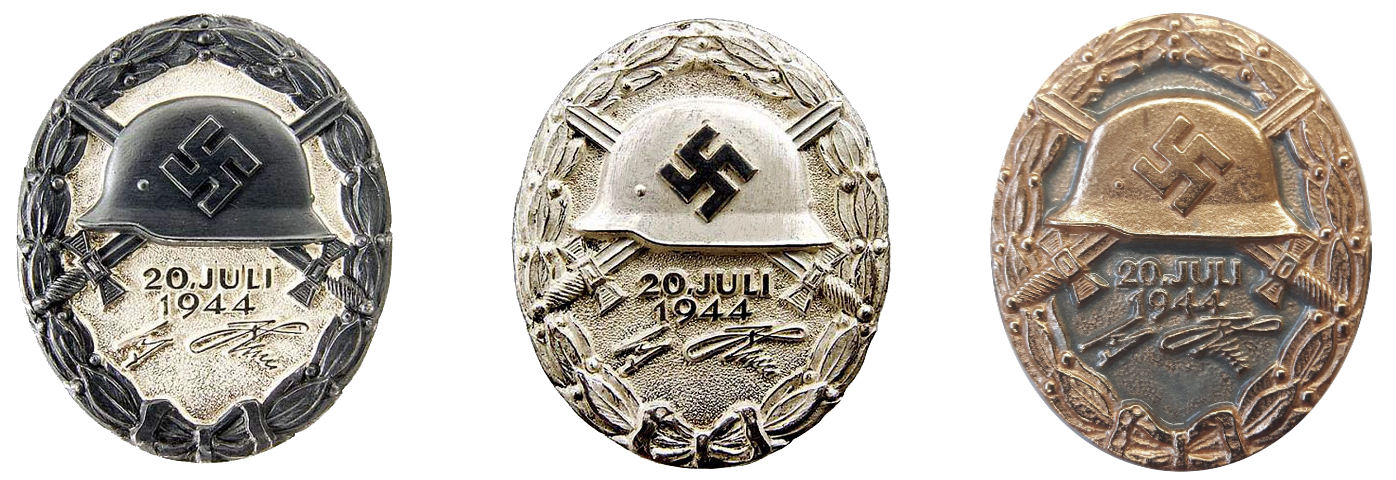
Les trois insignes (noir, argent et or) de 1944

Il fut remis lors d'une cérémonie le 2 septembre 1944
Liste des récipiendaires de l'insigne du 20 juillet 1944
| Nom                       | Grade                  | Blessures         | Insigne                            | Photo |
| Heinz Assmann             | Kapitän zur See        | Blessé            | Noir                               |       |
| Nicolaus von Below        | Oberst                 | Blessé            | Noir                               |       |
| Heinrich Berger           | Sténographe            | Tué               | Or à titre posthume                |       |
| Karl-Heinrich Bodenschatz | General der Flieger    | Grièvement blessé | Or                                 |       |
| Heinrich Borgmann         | Oberstleutnant         | Grièvement blessé | Argent                             |       |
| Heinz Brandt              | Oberst                 | Tué               | Or à titre posthume                |       |
| Heinz Buchholz            | Sténographe            | Blessé            | Noir                               |       |
| Herbert Büchs             | Major                  | Blessé            | Noir                               |       |
| Walter Buhle              | General der Infanterie | Blessé            | Noir                               |       |
| Hermann Fegelein          | SS-Gruppenführer       | Blessé            | Argent car blessure antérieure     |       |
| Ernst John von Freyend    | Major                  | Blessé            | Noir                               |       |
| Otto Günsche              | SS-Sturmbannführer     | Légèrement blessé | Noir                               |       |
| Adolf Heusinger           | Generalleutnant        | Légèrement blessé | Noir                               |       |
| Alfred Jodl               | Generaloberst          | Légèrement blessé | Noir                               |       |
| Wilhelm Keitel            | Generalfeldmarschall   | Légèrement blessé | Argent car blessure antérieure     |       |
| Günther Korten            | Generaloberst          | Tué               | Or à titre posthume                |       |
| Karl-Jesko von Puttkamer  | Konteradmiral          | Légèrement blessé | Or 1944                            |       |
| Walter Scherff            | Generalmajor           | Légèrement blessé | Noir                               |       |
| Rudolf Schmundt           | Generalleutnant        | Tué               | Or à titre posthume                |       |
| Franz von Sonnleithner    | Ministre d'État        | Blessé            | Noir                               |       |
| Hans-Erich Voss           | Konteradmiral          | Blessé            | Noir (par la suite Argent puis Or) |       |
| Heinz Waizenegger         | Oberstleutnant         | Blessé            | Noir                               |       |
| Walter Warlimont          | General der Artillerie | Légèrement blessé | Noir                               |       |

### Insigne d'après-guerre
Conformément à la Loi sur les titres, ordres et décorations du 26 juillet 1957, le port de l'Insigne des blessés dans la version du Troisième Reich dans la République fédérale d'Allemagne a été autorisé, à condition que la Svastika (croix gammée) soit enlevée.
Cette loi ne concerne pas les insignes de la guerre d'Espagne et de l'attentat du 20 juillet 1944.

## Description
L'insigne est un ovale noir, argent ou or, bordé d'une couronne de lauriers, au centre duquel figure un casque allemand (portant une croix gammée pour l'insigne de 1939) ; derrière le casque sont croisées deux épées.
Toutes les versions de l'insigne des blessés étaient portées à gauche sur la poitrine, en dessous des autres décorations.

## Littérature
L'insigne des blessés, dans sa version à croix gammée en argent, est l'un des indices mettant les enquêteurs sur la piste du criminel, dans le roman Sér Grefur Gröf de l'écrivaine islandaise Yrsa Sigurdardóttir, publié en 2006 et traduit en français en 2013 sous le titre Bien mal acquis.